# 芭芭拉·德菲娜
芭芭拉·德菲娜（Barbara De Fina，1946年—）是一名美國電影監製。
她著名的電影有《盜亦有道》、《賭城風雲》、《金錢本色》、《活佛傳》、《基督的最後誘惑》和《千網危情》。德菲娜監製的多部電影都是由馬田·史高西斯執導的，她於1985年與史高西斯結婚，至1991年為止。
芭芭拉·德菲娜也與昆西·瓊斯監製米高·積遜的音樂影片《Bad》。

## 外部連結
1. ↑  . Time. 1985-02-25  [2020-10-27]. ISSN 0040-781X （美国英语）.

- 芭芭拉·德菲娜在互联网电影资料库（IMDb）上的資料（英文）